# Physalis minuta
Physalis minuta ist eine Pflanzenart aus der Gattung der Blasenkirschen (Physalis) in der Familie der Nachtschattengewächse (Solanaceae).

## Beschreibung
Physalis minuta sind aufrecht oder kriechend wachsende, krautige Pflanzen. Mit dem bloßen Auge erscheinen sie unbehaart, jedoch sind sie dicht mit sehr feinen, festen, eventuell drüsigen Trichomen besetzt. Die kleinen Laubblätter sind eiförmig bis elliptisch, meist keine 2 cm lang, an der Spitze spitz oder abgestumpft, an der Basis abgestumpft. Der Blattrand ist sägezahnartig. Die Blattstiele sind gelegentlich länger als die Blattspreite.
Die unauffälligen Blüten stehen an kurzen, 3 bis 10 mm langen, fadenförmigen Blütenstielen, die fein mit aufrecht gerichteten Härchen besetzt sind. Der Kelch ist etwa 2 bis 4 mm lang, etwa 1,5 mm im Durchmesser und gleichmäßig sehr fein behaart. Die Kelchlappen sind an der Basis 1 mm breit und 1 bis 2 mm lang. Die 4 bis 8 mm lange Krone kann mit einem dunklen „Auge“ gekennzeichnet sein. Die Staubfäden sind kräftig und ungleich lang, die Staubbeutel sind blau oder gelb und 1,3 bis 2,5 mm lang, durch Trocknen drehen sie sich etwas ein.
Die Früchte sind etwa 7 mm große Beeren. Sie stehen an schlanken, 4 bis 10 mm langen Blütenstielen und sind von einem sich auf 15 bis 18 mm vergrößernden, fünfkantigen Kelch umschlossen, der fein behaart ist.

## Vorkommen und Standorte
Die Art kommt in einem Gebiet nahe der Pazifikküste vor, das sich von Los Santos (Panama) bis nach Colima (Mexiko) erstreckt und nur wenige Kilometer ins Innenland reicht. Oftmals wurde die Pflanze auch sehr nah an der Küste entdeckt, wo die besonders drüsige Behaarung und beinahe sukkulente Erscheinungsweise auf eine erhöhte Salztoleranz schließen lassen.